# 能代八郎
能代八郎（のしろ はちろう、1900年（明治33年）3月‐1944年（昭和19年）3月14日）は昭和期の作曲家。本名佐藤久助。

## 経歴
北海道室蘭市出身。
1937年、佐藤富房の筆名で作曲した「声なき凱旋」でポリドールより作曲家デビュー。
翌年テイチクレコードに移籍し、筆名を能代八郎とし、流行歌の作曲を行うようになる。
1939年、塩まさるが歌う『九段の母』が大ヒット。
1944年3月14日死去。享年44。

## 代表曲
佐藤富房名義
- 『恋のSOS』（昭和12年5月）［宮本旅人作詞、歌：奥田英子］
- 『声なき凱旋』（昭和12年6月）［島田磬也作詞、歌：上原敏]
- 『流砂の護り』（昭和12年10月）［紫室代介作詞、歌：上原敏］
- 『渡世がるた』（昭和12年7月）［藤田まさと作詞、歌：上原敏]
- 『銃後ぶし』（昭和12年11月）［島田磬也作詞、歌：青葉笙子]
- 『陣中髭くらべ』（昭和13年4月）［徳土良介作詞、歌：東海林太郎]

能代八郎名義
- 『涯なき泥濘』（昭和13年6月）[徳土良介作詞、歌：小野巡]
- 『音信はないか』（昭和13年8月）［野村俊夫作詞、歌：小野巡］
- 『九段の母』（昭和14年3月）［石松秋二作詞、歌：塩まさる］
- 『身代り警護』（昭和14年3月）[石松秋二作詞、歌：美ち奴]
- 『野菊の勇士』（昭和16年6月）［萩原四朗作詞、歌：小野巡]
- 『九段の父』（昭和17年11月）［大高ひさを作詞、歌：小野巡]